# Luis Alberto Huamán Camayo
Luis Alberto Huamán Camayo OMI (* 5. Februar 1970 in Tarma) ist ein peruanischer römisch-katholischer Ordensgeistlicher und Erzbischof von Huancayo.

## Leben
Luis Alberto Huamán Camayo absolvierte zunächst von 1988 bis 1991 an der Päpstlichen Katholischen Universität von Peru in Lima ein Studium der Ingenieurwissenschaften, bevor er der Ordensgemeinschaft der Oblaten der Unbefleckten Jungfrau Maria beitrat. Von 1994 bis 1995 studierte er Philosophie an der Facultad de Teologia Pontificia y Civil in Lima und 1997 an der Universidad Mayor de San Simón in Cochabamba sowie von 1998 bis 2001 Katholische Theologie an der Päpstlichen Universität Gregoriana in Rom. Huamán Camayo legte 1997 die zeitliche und am 7. Januar 2001 in Rom die ewige Profess ab. Er empfing am 6. Oktober desselben Jahres in Tarma das Sakrament der Priesterweihe.
Von 2001 bis 2003 war Luis Alberto Huamán Camayo als Pfarrvikar der Pfarrei Cristo Rey in Pueblo Nuevo und als Lehrer an der Schule Santa Teresita del Niño Jesús in Chincha Alta im Bistum Ica tätig. 2004 absolvierte Huamán Camayo in Cochabamba einen Kurs für Ausbilder an Schulen und Priesterseminaren. Danach wurde er Superior des internationalen Scholastikats BOLPER in Cochabamba und Dozent am Institut Interreligiosa de Nazaret. Daneben wirkte er von 2004 bis 2005 als Pfarrvikar der Pfarrei San Eugenio in Villa Pagador und von 2006 bis 2007 als Gefängniskaplan in Cochabamba. Ferner erwarb Luis Alberto Huamán Camayo 2006 an der Universidad Católica Boliviana San Pablo ein Lizenziat im Fach Spirituelle Theologie. Von 2008 bis 2010 war Huamán Camayo Ökonom der peruanischen Delegation der Oblaten der Unbefleckten Jungfrau Maria und von 2009 bis 2013 Pfarrer der Pfarrei Nuestra Señora de la Paz in Comas im Bistum Carabayllo. 2014 wurde er Provinzsuperior der peruanischen Delegation seiner Ordensgemeinschaft. Seit 2016 war Luis Alberto Huamán Camayo Mitglied des Generalrats für Lateinamerika und die Karibik der Oblaten der Unbefleckten Jungfrau Maria in Rom.
Am 21. Mai 2021 ernannte ihn Papst Franziskus zum Titularbischof von Tepelta und zum Weihbischof in Huancayo. Der Erzbischof von Huancayo, Pedro Ricardo Kardinal Barreto Jimeno SJ, spendete ihm am 16. Juli desselben Jahres in der Kirche La Inmaculada in Huancayo die Bischofsweihe; Mitkonsekratoren waren der Erzbischof von Ayacucho o Huamanga, Salvador Piñeiro García-Calderón, und der Bischof von Carabayllo, Lino Panizza Richero OFMCap.
Papst Franziskus bestellte ihn am 12. Februar 2024 zum Erzbischof von Huancayo. Die Amtseinführung fand am 19. März desselben Jahres statt.